# Gullaschbaron
En gullaschbaron er en spekulant, der under 1. verdenskrig tjente store penge på at levere madvarer til fronten, især gullasch på konservesdåser, hvis indhold var af tvivlsom kvalitet. Det dækker også over personer, der under krigen på kort tid tjente store formuer på handel og værdipapirer.
Begrebet ’gullaschbaroner’ blev opfundet under 1. verdenskrig. De, der blev kaldt for gullaschbaroner, blev meget rige under krigen - de fleste på aktier. Men navnet opstod, da mange tjente deres penge på at sælge mad til fronten – heraf en stor del gullasch. Nogle af producenterne var ligeglade med, om der kom sener, knogler eller brusk med i maden. Så tjente de jo på det. Nogle af producenterne var også ligeglade med, om det var for gammelt kød, der var i maden – eller sågar rottekød. Man kunne alligevel ikke se det, da gullasch jo er kød i sovs. 
Varerne blev primært solgt til Tysklands soldater, der selv om der var mistanke om, at kødet var fordærvet, spiste det alligevel, da de ellers slet ikke ville få noget.
Gullasch var efterspurgt, netop fordi det både indeholder proteiner fra kødet og vitaminer fra de grøntsager, der er i retten. Gullasch var den vigtigste eksportvare inden for dåsemad til de krigsførende lande. Gullaschbaronerne blev rige, fordi de udnyttede de særlige muligheder for handel, som krigen skabte.
I 1914 var der 21 danske fabrikker, der solgte kød på konservesdåse, men under krigen steg tallet til 148, og kødeksporten blev 50 gange større under krigen. 
Under de økonomiske kriser i 1920'erne gik mange gullaschbaroner fallit. Forfatteren Jacob Paludan har beskrevet 1920'ernes op- og nedture i romanen Fugle omkring Fyret (1925).
Udtrykket optræder også i titlen på filmen Den forelskede Gullaschbaron (1917).
Undertiden havde offentlighedens syn på gullaschbaronerne også et anstrøg af antisemitisme. Det dokumenteres af Sven Brasch's satiretegning fra 1916 i Svikmøllen. Den viser Danmarks rigsvåben flankeret af to korpulente gullaschbaroner, en bonde og en jøde. Denne attitude prægede også professor L.V. Bircks verbale udfald mod Max Ballin.
I 1916-20 var mange gullaschbaroner bygherrer for store huse og landsteder især i Nordsjælland. De foretrukne arkitekter til denne type byggeri var Carl Brummer, Albert Oppenheim og Gotfred Tvede.